# Honda Transalp
La Honda Transalp è una motocicletta prodotta in Giappone dalla casa motociclistica Honda dal 1987 al 2013. e successivamente a partire dal 2023.
Ne sono esistite diverse versioni a seconda dell'anno di produzione: XL 600V, XL 650V, XL 700V e XL 750V dove il numero esprime la cilindrata. Tutte le moto Transalp disponevano di un motore quattro tempi bicilindrico a V raffreddato a liquido, tranne la versione 750, dotata invece di un bicilindrico parallelo da 755 cm³. 
Nel 2023, dopo un decennio di assenza, la sigla "Transalp" è stata riproposta per omaggiarla in un nuovo modello totalmente differente spinto da un inedito bicilindrico parallelo da 755 cc.

## Storia

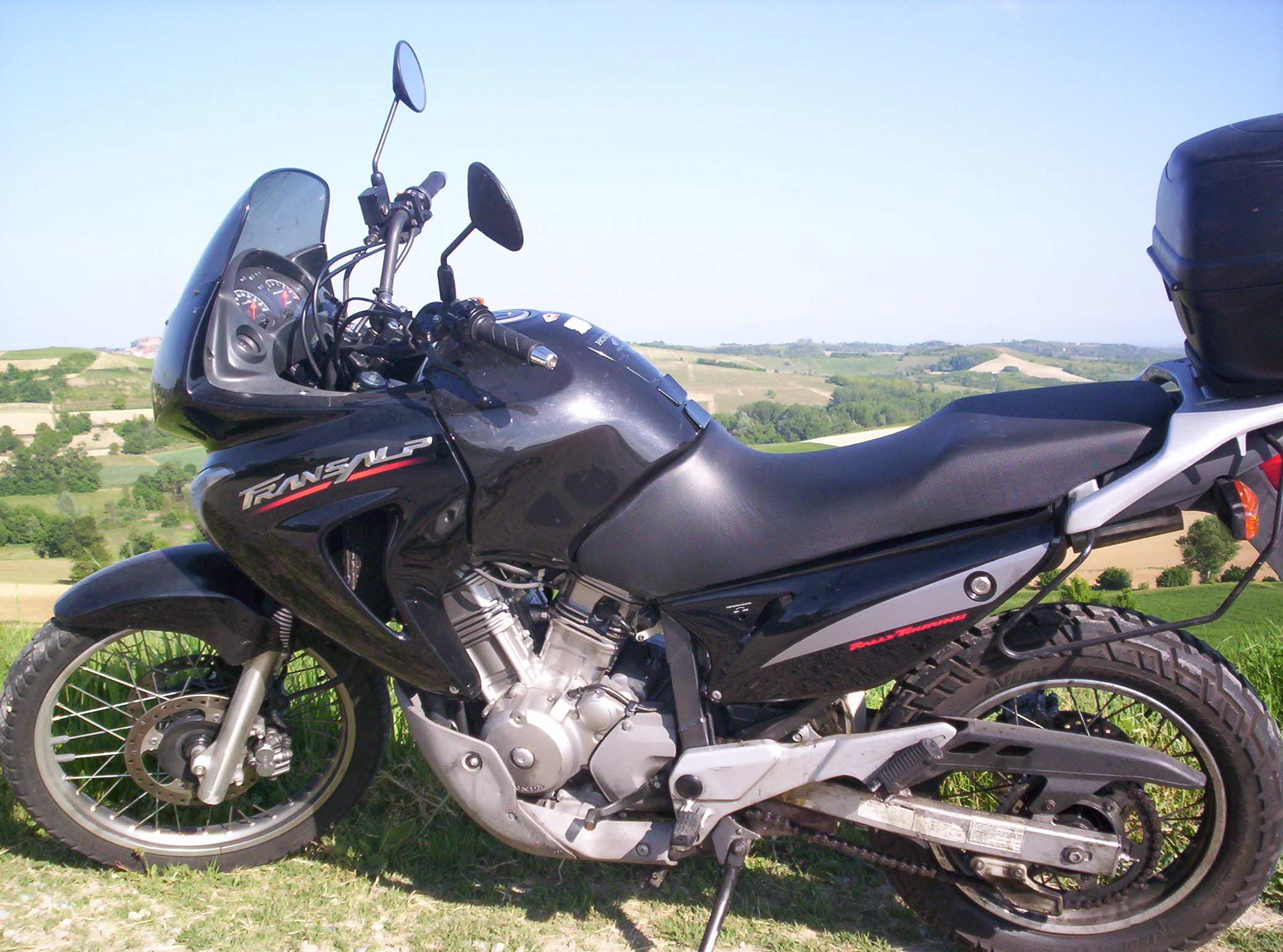
Honda Transalp XL650V versione 2001 Black

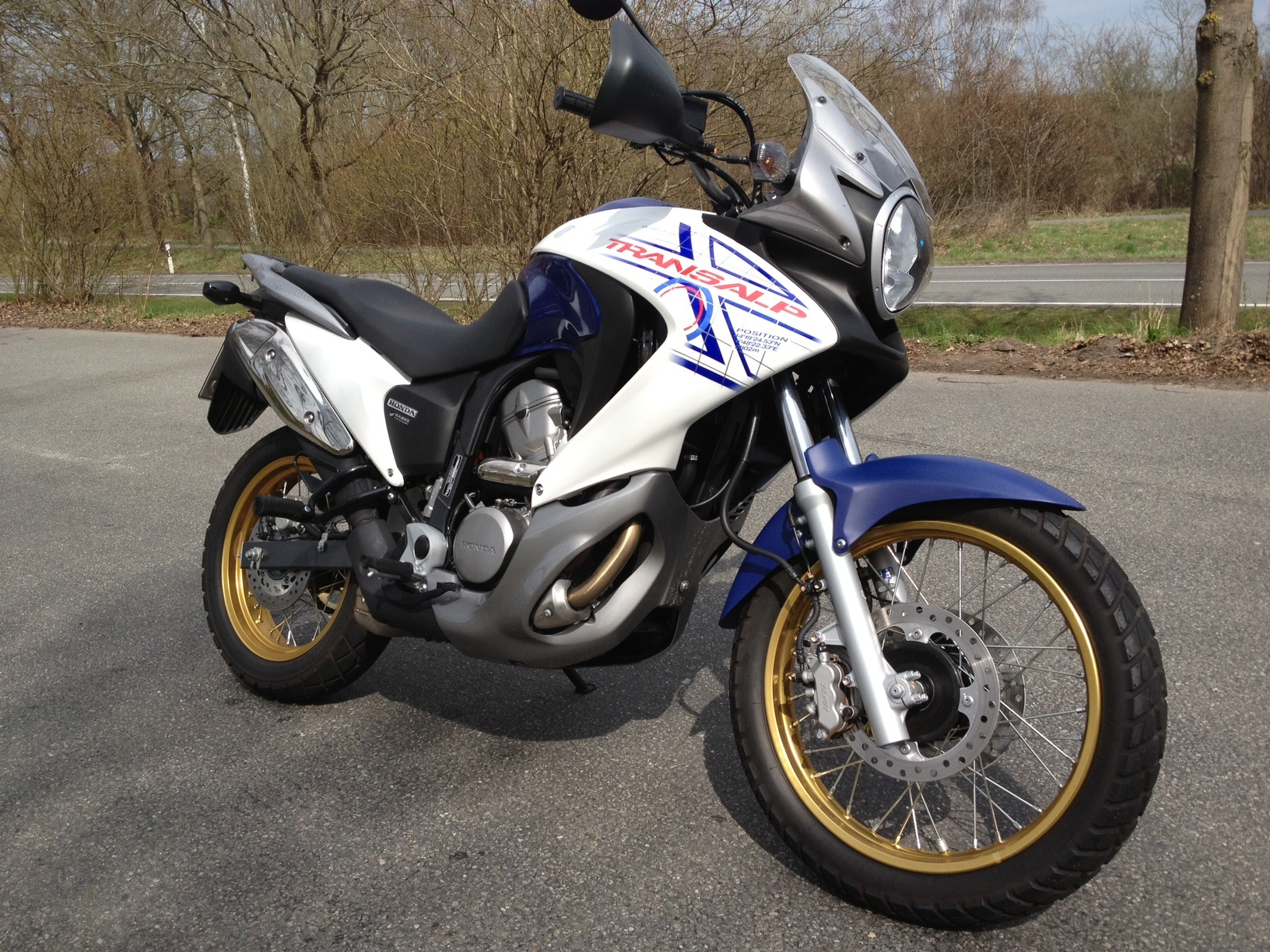
Transalp XL 700V

Il primo prototipo è stato costruito nel 1985 con un motore 500 cm³ era in versione priva di carenature, la moto nasce seguendo la notorietà arrivata dalle Honda che correvano nei rally africani. In seguito, ulteriori sviluppi introdussero un aumento della cilindrata fino a 600 cm³. Sulla maggior parte dei mercati è stata commercializzata sino al 2013, in seguito è stato presente sul mercato del Brasile il modello XL700V, prodotto nel polo industriale di Manaus, nel nord del paese, sostanzialmente identico a quello europeo, ma con una grafica rinnovata.

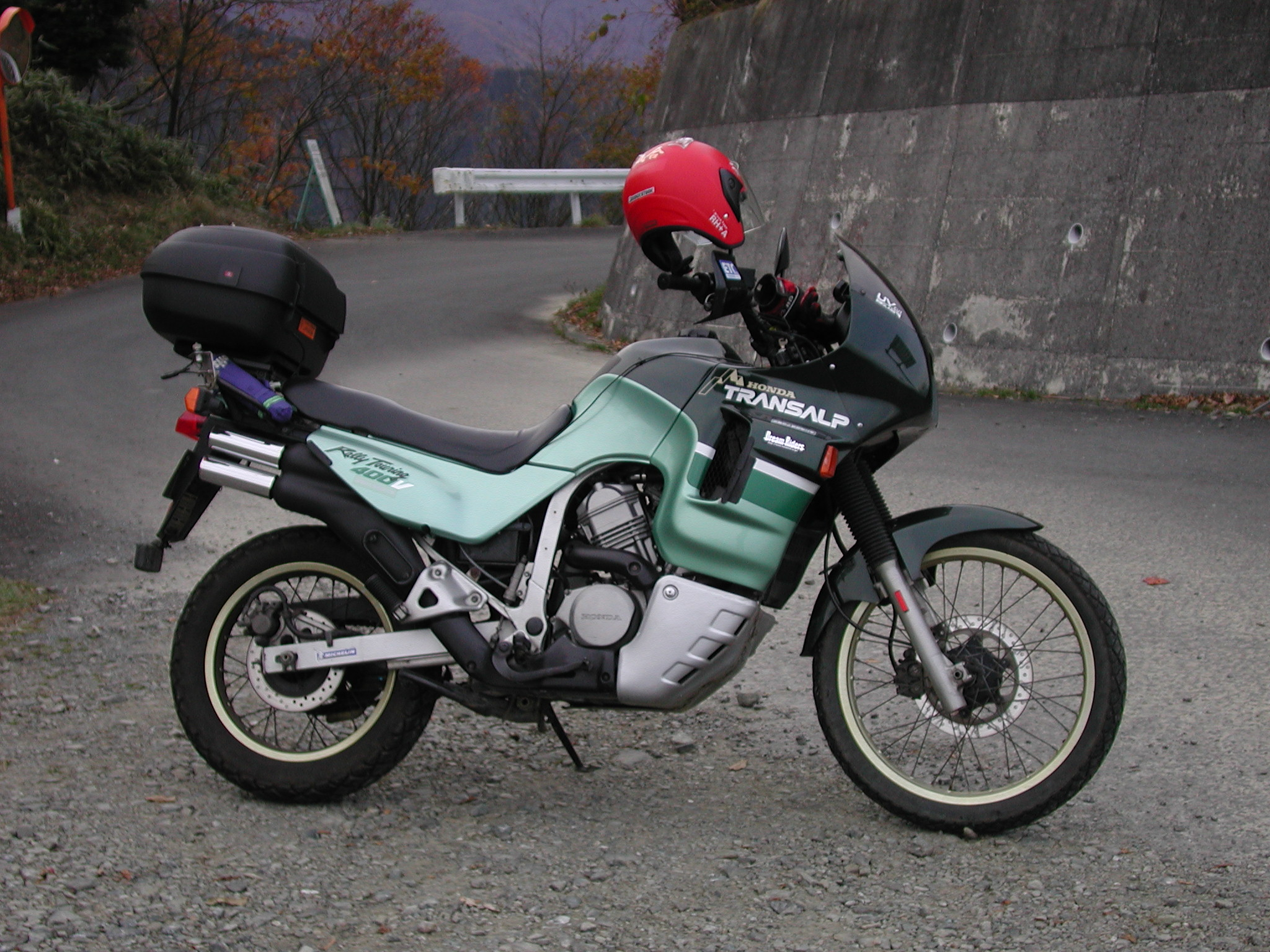
Transalp XL400V

Dal '91 ne esisteva anche una versione con un motore di soli 400 cm³ (con codice ND-06), disponibile unicamente per il mercato interno giapponese. Questo modello fu realizzato per rientrare nelle categorie delle licenze di guide giapponesi, dove fino a 400 cm³ è considerata una moto piccola. Fatta eccezione per il motore, la XL400V è identica alla sorella maggiore XL600V, ha però una potenza di 37 CV, 35 Nm di coppia e un consumo di 33 km/l a 60 km/h.

## Modelli
- Transalp XL 400V (1991-1996) disponibile unicamente nel mercato interno giapponese.
- Transalp 600V (1987-1990) - disponibile negli Stati Uniti dal 1989
- Transalp XL 600V (1991-1999)
- Transalp XL 650V (2000-2006)
- Transalp XL 700V (2007-2013 in Europa; anche in seguito in Brasile)
- Transalp XL 750 (2023-)

Il modello Transalp del 2008 subisce un incremento delle prestazioni, monta nuovi pneumatici e una sella più bassa. La XL700V è caratterizzata da un motore a quattro tempi raffreddato a liquido, avente otto valvole ed un singolo albero a camme. Grazie all'iniezione elettronica e al catalizzatore si abbassano del 10% i consumi.